# Június 2.
Június 2. az év 153. (szökőévben 154.) napja a Gergely-naptár szerint. Az évből még 212 nap van hátra.
Névnapok: Anita, Kármen + Ábel, Amélia, Anna, Ármin, Ármina, Blandina, Csilla, Erazmus, Etele, Etre, Eugén, Gamáliel, Gemella, Geminián, Irma, Jenő, Kornél, Péter, Pető, Razmus, Rézmán, Vénusz

## Események
- 1447 – István kapornaki apát kerül a szörényi püspöki székbe.
- 1793 – Franciaországban a jakobinusok Robespierre vezetésével átveszik a hatalmat, megkezdődik a jakobinus diktatúra.
- 1920 – A prágai parlamentben – az első kisebbségi magyar felszólalásban – Körmendy-Ékes Lajos kijelenti, hogy a magyarok akaratukon kívül kerültek a csehszlovák államhoz.
- 1944 – A Frantic fedőnevű légi hadművelet: A brit és amerikai légierő több csapást mér magyarországi célpontokra: Archiválva 2010. június 4-i dátummal a Wayback Machine-ben
  - Légitámadás a miskolci vasúti pályaudvarok ellen. Több bomba nem a kiszemelt célpontokra hullik, hanem a belvárosra és más lakónegyedekre. 206 polgár életét veszti, 420-an megsebesülnek.
  - Megsemmisítő légitámadás a szolnoki vasúti pályaudvar ellen. Az állomáson, vagonokban rengeteg német katona tartózkodott, hatalmasak voltak a veszteségeik. Sok bomba célt tévesztve a környező lakónegyedekre hullott, civilek százai haltak meg.
  - Amerikai kötelék sikertelen támadása a szegedi pályaudvar ellen, de bombáik lakónegyedekre hullanak.
  - Amerikai szőnyegbombázás Kolozsvár ellen:[1] Elpusztul a vasútállomás, két kórház, több iskola. 385 lakóház megsemmisül, 860 megsérül. Életét veszti 362 polgári lakos, 32 honvéd és 65 német katona. 2434 család válik hajléktalanná.
  - Egy 130 bombázóból és 64 db kísérő vadászgépből álló amerikai légikötelék csapást mér a debreceni Nagyállomás környékére. 319-en halnak meg. A kötelék bombázza Nagyváradot is.
- 1946 – Olaszországban népszavazást tartanak az államformáról, amely a köztársaság győzelmét, a királyi család trónfosztását eredményezi.
- 1948 – Aláírják a magyar–szovjet katonai egyezményt.
- 1952 – Romániában Petru Grozát Gheorghe Gheorghiu-Dej váltja a kormányfői poszton.
- 1953 – Londonban a Westminsteri apátsági templomban megkoronázták II. Erzsébet brit királynőt Isten kegyelméből Nagy-Britannia és Észak-Írország Egyesült Királyságának más birodalmainak és területeinek királynője, a Nemzetközösség feje, a hit védelmezője címmel.
- 1958 – Az algíri felkelés nyomán Franciaországban Charles de Gaulle tábornok, miniszterelnök, honvédelmi miniszter korlátlan teljhatalmat kap.
- 1966 – Az amerikai Surveyor–1 holdszonda sima leszállást hajt végre a Holdon, a Viharok Óceánja területén.
- 1977 – Kádár János megkapja a Nemzetközi Lenin-békedíjat.
- 1986 – A magyar labdarúgó-válogatott az 1986-os világbajnokság csoportmérkőzésén a mexikói Irapuato városban 6-0 arányban kikap a Szovjetuniótól. Általános vélemény szerint ez a magyar labdarúgás legmélyebben megalázó veresége .
- 1991 – Forgalomba állt az első MÁV InterCity expresszvonat, Miskolc és Budapest között.[2]
- 1991 – Pünkösd, a miskolci Isteni Ige templom ünnepélyes alapkőletétele.[3]
- 2014 – I. János Károly spanyol király – megromlott egészségi állapotára hivatkozva – lemond a trónjáról fia, Fülöp herceg javára.[4]

## Sportesemények
Formula–1
- 1991 –  kanadai nagydíj, Montreal – Győztes: Nelson Piquet  (Benetton Ford)
- 1996 –  spanyol nagydíj, Barcelona – Győztes: Michael Schumacher  (Ferrari)

## Születések
- 1535 – XI. Leó pápa († 1605)
- 1740 – De Sade márki francia író és filozófus († 1814)
- 1780 – Gorove László magyar író, az MTA tagja († 1839)
- 1821 – Ion Brătianu politikus (Ion I. C. Brătianu apja), az 1848-as román felkelés prefektusa, Románia miniszterelnöke († 1891)
- 1821 – Gelich Richárd katonatiszt, katonai szakíró († 1899)
- 1835 – X. Piusz pápa (er. neve Giuseppe Melchiore Sarto), pápa 1903–1914-ig, († 1914)
- 1857 – Edward Elgar brit zeneszerző († 1934)
- 1862 – Katona Lajos néprajzkutató, filológus, irodalomtörténész, az MTA levelező tagja († 1910)
- 1863 – Felix Weingartner osztrák karmester, neoromantikus zeneszerző, zongorista és író († 1942)
- 1869 – Szomory Dezső magyar író, színpadi szerző († 1944)
- 1871
  - Nyáry Albert festőművész, író és történész († 1933)
  - Fjodor Vasziljevics Tokarev szovjet–orosz fegyvertervező († 1968)
- 1874 – Harrer Ferenc várospolitikus, miniszter, jogász († 1969)
- 1876 – Schenk Jakab ornitológus, természetvédő († 1945)
- 1895 – Radó Tibor matematikus († 1965)
- 1902 – Szapáry Erzsébet embermentő, a Világ Igaza († 1980)
- 1904
  - Johnny Weissmuller erdélyi német származású amerikai versenyúszó, filmszínész („Tarzan” alakítója) († 1984)
  - František Plánička világbajnoki ezüstérmes cseh labdarúgókapus, a spanyol Zamorával együtt, a háború előtti Európában a legjobb kapusként tisztelték († 1996)
- 1908 – Szentkuthy Miklós Kossuth-díjas magyar író († 1988)
- 1912 – Bobbie Baird (William Robert Baird) brit autóversenyző († 1953)
- 1919 – Deésy Mária magyar színésznő († 1998)
- 1920 – Don Branson (Donald Branson) amerikai autóversenyző († 1966)
- 1921 – Alexander Salkind orosz származású filmproducer († 1997)
- 1921 – Karinthy Ferenc Kossuth-díjas magyar író, újságíró, Karinthy Frigyes fia († 1992)
- 1922 – Kiss Lajos nyelvész, szlavista, a magyar helynév-etimológiai kutatások úttörő alakja, az MTA tagja († 2003)
- 1924 – Böszörményi Géza magyar filmrendező, forgatókönyvíró († 2004)
- 1925 – Kiss Sándor Károly (Alexandre Kiss) magyar származású francia jogtudós, a nemzetközi környezetvédelmi jog tudósa, az MTA tagja († 2007)
- 1926 – Gig Stephens amerikai autóversenyző († 2014)
- 1927 – Würtz Ádám Munkácsy Mihály-díjas magyar grafikusművész, érdemes művész († 1994)
- 1928 – Kovács Erzsi EMeRTon-díjas magyar énekesnő († 2014)
- 1934 – Kulcsár Imre Déryné- és Aase-díjas magyar színész, a Miskolci Nemzeti Színház örökös tagja († 2012).
- 1937 – Ütő Endre Liszt Ferenc-díjas magyar operaénekes, színigazgató († 2017)
- 1939 – Somfai Éva magyar színésznő
- 1941 – Kő Pál (er. Maczky Levente Lajos) Kossuth-díjas magyar szobrászművész, a nemzet művésze († 2020)
- 1941 – Charlie Watts angol zenész, a Rolling Stones dobosa († 2021)
- 1941 – Stacy Keach amerikai színész
- 1944 – Marvin Hamlisch Oscar-díjas amerikai zeneszerző és karmester († 2012)
- 1945 – Richard Long angol szobrász, festő, fotós, land art művész
- 1946 – Bilicsi Erzsébet magyar televíziós rendező († 2016)
- 1952 – Koltay Gergely Kossuth-díjas magyar zenész, zeneszerző, dalszövegíró
- 1952 – Sopsits Árpád Balázs Béla-díjas magyar színház- és filmrendező, forgatókönyvíró († 2025)
- 1955 – Michael Steele gitáros, énekesnő, több amerikai lányegyüttes tagja
- 1956 – Jan Lammers (Johannes Lammers) holland autóversenyző
- 1957 – Dióssy László politikus, környezetvédő, üzletember
- 1960 – Tony Hadley, angol popénekes, dalszövegíró, rádió műsorvezető, a Spandau Ballet frontembere
- 1961 – Maronka Csilla magyar színésznő, jelmeztervező
- 1965 – Módri Györgyi Aase-díjas magyar színésznő
- 1972 – Wentworth Miller amerikai színész, forgatókönyvíró
- 1976 – Székely Bulcsú olimpiai bajnok magyar vízilabdázó
- 1977 – Váczi Gergő magyar újságíró, műsorvezető
- 1981 – Nyikolaj Davigyenko orosz teniszező
- 1983 – Molnár Anikó magyar színésznő
- 1984 – Andrei Cross barbadosi úszó
- 1987 – Zubcsek Dénes magyar úszó
- 1988 – Sergio Agüero argentin labdarúgó
- 1995
  - Bereczki Dániel magyar labdarúgó
  - Kovács Virág magyar színésznő

## Halálozások
- 1543 – Erdődi Simon horvát bán; zágrábi megyés püspök (* 1489)
- 1557 – III. János portugál király (* 1502)
- 1562 – Nádasdy Tamás magyar nagybirtokos főúr, 1537-től Horvátország és Szlavónia bánja, Vas vármegye főispánja, 1542-től a Magyar Királyság országbírója, és katonai főparancsnoka, 1554-től a Magyar Királyság nádora (* 1498)
- 1856 – Fjodor Vasziljevics Rüdiger, orosz cári lovassági tábornok (* 1784)
- 1882 – Giuseppe Garibaldi olasz hazafi és katona (* 1807)
- 1932 – Fejérváry Géza Gyula magyar zoológus, paleontológus (* 1894)
- 1946 – Heszlényi József honvéd vezérezredes, II. világháborús hadseregparancsnok (* 1890)
- 1962 – Dennis Taylor brit autóversenyző (* 1921)
- 1963 – Hajós Henrik úszó (* 1886)
- 1967
  - Ferenczy Béni Kossuth-díjas szobrászművész, grafikus (* 1890)
  - Kausz József plébános, író, költő (* 1879)
- 1970
  - Bruce McLaren (Bruce Leslie McLaren) új-zélandi autóversenyző (* 1937)
  - Lénárd Judit magyar színésznő, televíziós bemondó, műsorvezető (* 1928)
  - Trencsényi-Waldapfel Imre klasszika-filológus, irodalomtörténész, vallástörténész, egyetemi tanár, az MTA tagja (* 1908)
- 1971 – Winter Ernő vegyészmérnök, Kossuth-díjas kutató, feltaláló, az MTA tagja (* 1897)
- 1978 – Santiago Bernabéu Yeste, a Real Madrid korábbi elnöke (* 1895)
- 1981 – Lendvay Lajos magyar színész (* 1911)
- 1986 – Johnnie Tolan (John Tolan) amerikai autóversenyző (* 1918)
- 1997 – Turay Ida magyar színésznő, érdemes művész (* 1907)
- 2004 – Nikolaj Georgijev Gjaurov bolgár operaénekes, basszista, a második világháborút követő időszak egyik világsztárja (* 1929)
- 2006 – Tardos Márton magyar közgazdász, tanár, politikus, az SZDSZ alapítója, országgyűlési képviselő (* 1928)
- 2008 – Fejtő Ferenc Széchenyi-díjas magyar történész, író (* 1909)
- 2009 – Tony Maggs (Anthony Francis O'Connell Maggs) dél-afrikai autóversenyző (* 1937)
- 2012 – Alessio Bisori olasz kézilabdázó (* 1988)
- 2013 – Morell Mihály magyar festő. szobrász, vágó (* 1911)
- 2015
  - Károlyi Pál Erkel Ferenc-díjas magyar zeneszerző (* 1934)
  - Somody Kálmán magyar színész, politikus (* 1943)
- 2019 – Zsigmond Ágnes magyar vegyész, egyetemi oktató (* 1952)
- 2020 – Vizi Imre erdélyi magyar matematikatanár, válogatott kosárlabdázó sportoló (* 1936)
- 2020 – Földi Teri Jászai Mari-díjas magyar színésznő (* 1934)
- 2022 – Falus Ferenc magyar orvos, tüdőgyógyász, egészségügyi menedzser, országos tisztifőorvos (2007–2010), kórházigazgató (* 1950)

## Nemzeti ünnepek, emléknapok, világnapok
- Bulgária: Hriszto Botev és a szabadságharcosok ünnepe
- Olaszország: a köztársaság kikiáltásának évfordulója és Giuseppe Garibaldi-emléknap
- Szent Marcellinusz és Péter emléknapja a római katolikus egyházban